# Huntířov
Huntířov (deutsch Güntersdorf) ist eine Gemeinde in Tschechien. Sie liegt sieben Kilometer östlich des Stadtzentrums von Děčín und gehört zum Okres Děčín.

## Geographie

### Geographische Lage
Huntířov befindet sich im Süden der Böhmischen Schweiz im Quellgebiet des Baches Olešnička. Östlich erheben sich der Svážný (416 m) und Jámy (Parlosaberg, 452 m), im Süden die Dobrná (Doberner Berg, 531 m), südwestlich der Sokolí vrch (Falkenberg, 516 m) sowie im Westen der Popovičský vrch (Poppenberg, 527 m). Das Dorf wird von der Fernverkehrsstraße I/13 durchquert.

### Gemeindegliederung

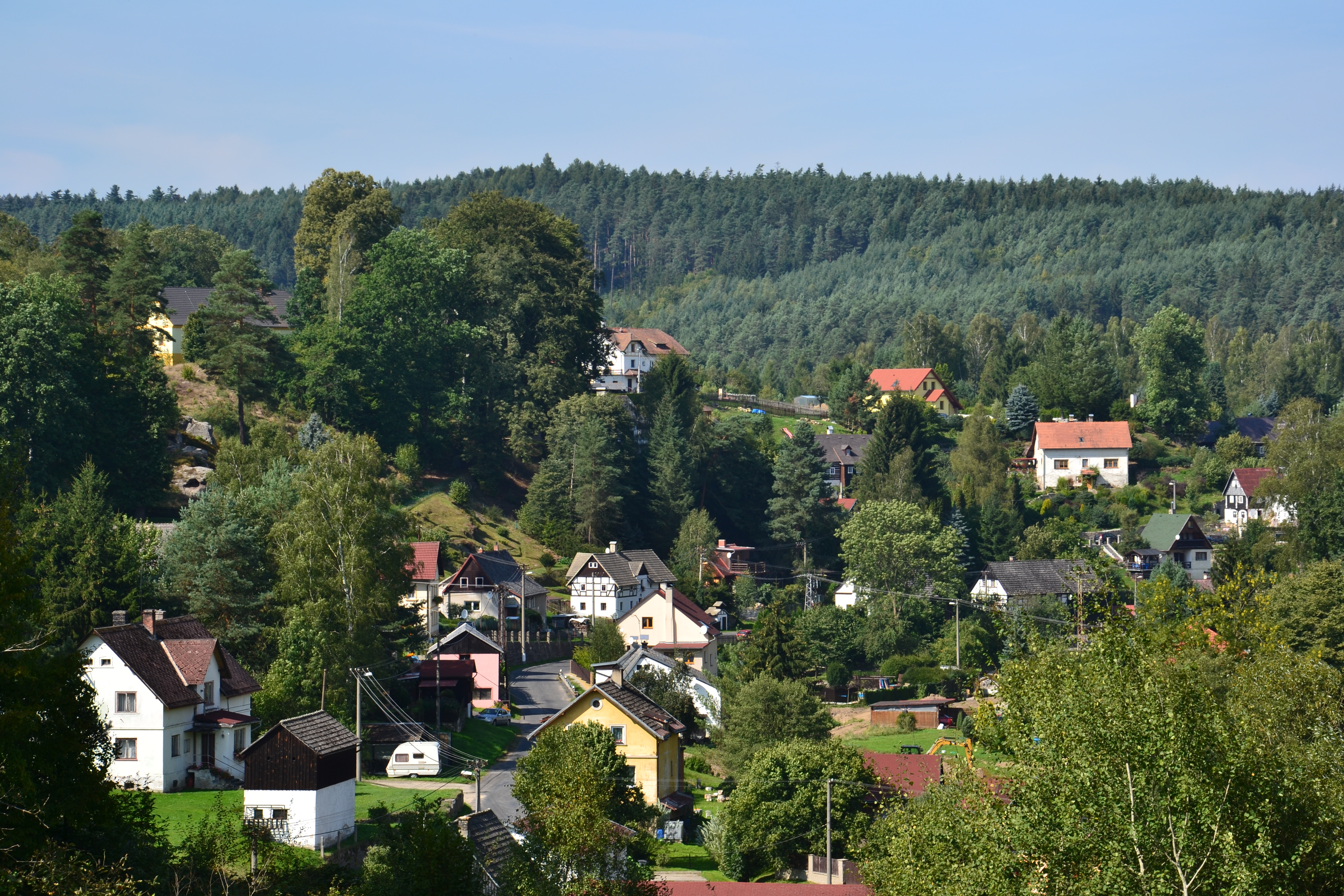
Ortschaft Nová Oleška

Die Gemeinde Huntířov besteht aus den Ortsteilen Františkův Vrch (Franzberg), Huntířov (Güntersdorf), Nová Oleška (Neu Ohlisch) und Stará Oleška (Alt Ohlisch). Zu Huntířov gehören außerdem die Ansiedlung Lužná (Philippenau) sowie die Wüstungen Popovičky (Poppendörfel) und Okrouhlík (Bauscheibe).
Das Gemeindegebiet gliedert sich in die Katastralbezirke Huntířov u Děčína, Nová Oleška und Stará Oleška.

### Nachbargemeinden
Nachbarorte sind Růžová und Nová Oleška im Norden, Okrouhlík und Stará Oleška im Nordosten, Markvartice im Osten, Brložec und Horní Habartice im Südosten, Františkův Vrch und Dobrná im Süden, Březiny und Folknáře im Südwesten, Ludvíkovice im Westen sowie Kámen und Bynovec im Nordwesten.

## Geschichte
Die erste schriftliche Erwähnung des zur Herrschaft Scharfenstein gehörigen Dorfes Günteri villa erfolgte 1352 im päpstlichen Zehntregister. In der Libri confirmation des Erzbischofs Ernst von Pardubitz wurde 1354 erstmals auch die Pfarre Güntersdorf genannt. Seit 1397 ist ein Erbrichter nachweisbar. Um 1409 verkauften Herren von Michalovice die Herrschaft an Hynko Berka von Dubá. Sein Sohn Hynko II. verkaufte den Besitz an die Herren von Wartenberg. Beim Ausbruch der Pest im Jahr 1496 starb die Hälfte der Einwohner. In einer Ablaßurkunde Papst Alexander VI. wurde Güntersdorf im Jahr 1500 zum Wallfahrtsort erhoben. Zwischen 1511 und 1515 war Nikolaus Trčka von Lípa Besitzer der Herrschaft, während dieser Zeit kaufte sich das Dorf von den Frondiensten frei.
Nachfolgende Besitzer wurden die Brüder von Salhausen. Im Zuge einer Güterteilung kam Güntersdorf 1522 zur neuen Herrschaft Bensen. Friedrich von Salhausen zog die Bewohner zu Diensten für den Bau des Schlosses in Bensen und ignorierte die Befreiung. 1530 sollte beim Prager Landesgericht darüber verhandelt werden, doch die Herren von Salhausen erschienen nicht und verzögerten eine Entscheidung immer wieder. 1544 erhielt das Dorf einen evangelischen Pfarrer. In den Jahren 1545, 1565 und 1570 verpfändeten die Herren von Salhausen das Dorf. Bei der Herrschaftsteilung von 1586 wurde Güntersdorf der Herrschaft Rotenhof zugeteilt und den Markersdorfer Gütern angeschlossen. 1588 wurde in Güntersdorf ein Schöppenbuch angelegt. Nach der Schlacht am Weißen Berg wurde die Gutsherrschaft Rotenhof aus dem Besitz von Otto Heinrich von Wartenberg konfisziert und 1625 an Sigismund von Wolkenstein verkauft. 1631 erwarben die Grafen von Thun die Herrschaften Rotenhof, Bensen und Tetschen und vereinigten sie. 1663 wurde Güntersdorf dem Gut Markersdorf zugeordnet. 1680 beteiligten sich Bewohner von Güntersdorf am Bauernaufstand in der Tetschener Herrschaft. Im selben Jahr wurde eine Dorfschule errichtet. 1708 gründeten die Grafen von Thun das Dorf Philippenau und 1775 entstand Franzberg. 1762 entstand in Güntersdorf ein neues Pfarrhaus und Hegerhaus. 1816 wurde die Kaiserstraße von Tetschen nach Kamnitz gebaut.
Nach der Aufhebung der Patrimonialherrschaften bildete Güntersdorf / Huntířov ab 1850 mit den Ortsteilen Franzberg und Poppendörfel eine politische Gemeinde in der Bezirkshauptmannschaft Tetschen/Děčín. Zu dieser Zeit bestand das Dorf aus 152 Häusern und hatte 925 Einwohner. In den 1850er Jahren begann eine große Auswanderungswelle nach Amerika. 1880 schlug der Blitz in die Kirche ein und setzte sie in Brand. Im selben Jahr gründete sich eine Freiwillige Feuerwehr. Die ausgebrannte Kirche wurde bis 1884 wieder aufgebaut. Güntersdorf hatte 918 Einwohner im Jahr 1930. Das Oswald von Thun-Salm gehörige Privatforstrevier Franzberg war mit 437 ha eines der größten im Bezirk. Nach dem Münchner Abkommen wurde die Gemeinde 1938 dem Deutschen Reich zugeschlagen und gehörte bis 1945 zum Landkreis Tetschen, ab 1943 Tetschen-Bodenbach. 1939 lebten in Güntersdorf 847 Menschen, darunter waren zwei Tschechen. Für eine Straßenverbreiterung wurde 1939 die aus dem Jahr 1701 stammende Kapelle Maria Schnee abgerissen. Nach dem Ende des Zweiten Weltkriegs kam Huntířov zur Tschechoslowakei zurück. In das Dorf kamen Tschechen, die die ihnen zugeteilten Häuser nur ausplünderten und die Bevölkerung drangsalierten. Später wurden einige wegen Gewalttätigkeiten und Straftaten verurteilt. Die deutschen Bewohner wurden zwischen Juni 1945 und August 1946 vertrieben. 1950 hatte die Gemeinde 471 Einwohner. Mit Beginn des Jahres 1961 wurde die Gemeinde Oleška, bestehend aus Stará Oleška, Nová Oleška, Lužná und Okrouhlík eingemeindet. Nach dem Einsturz des Dachstuhls wurden 1969 die Kirche St. Georg in Huntířov sowie das Pfarrhaus abgerissen. 1976 wurde auch die Kirche der hl. Dreifaltigkeit in Nová Oleška niedergerissen und als Baumaterial für Ferienhäuser verwendet. Zwischen 1980 und 1990 waren Dobrná und Brložec eingemeindet.

## Kultur und Sehenswürdigkeiten
- Kapelle Mariä Geburt
- Berg Sokolí vrch mit Aussichtsturm
- ehemalige Windmühle in Františkův Vrch
- Teich Olešský rybník (Großer Teich) bei Stará Oleška, er wurde 1471 angelegt und ist heute teils Naturschutzgebiet und Erholungsgebiet